# بيدرو فيليز
بيدرو فيليز (بالإسبانية: Pedro Vélez) (و. 1787 – 1848 م) هو محام من المكسيك .

## التعليم
تعلم في جامعة غوادالاخارا.